# Donna (Gilda Giuliani)
Donna è un album della cantante italiana Gilda Giuliani, pubblicato dall'etichetta discografica RCA nel 1976.
L'album è prodotto da Giacomo Tosti. Il brano Io me ne andrei vede la partecipazione dell'autore Claudio Baglioni, che l'aveva pubblicata 3 anni prima. Amore verrà ricordata soprattutto nella versione incisa 18 anni dopo in duetto da Mina e Riccardo Cocciante.

## Tracce

### Lato A
1. Io me ne andrei (con Claudio Baglioni)
2. La lettera
3. Una donna senza volontà
4. Notte (Sweet Lady Blue)

### Lato B
1. Amore
2. Te ne vai
3. Quando è caldo l'amore
4. Facile come parlare